# مایومی کاواساکی (بازیکن بسکتبال)
مایومی کاواساکی (انگلیسی: Mayumi Kawasaki؛ زادهٔ ۱ اکتبر ۱۹۷۲) بازیکن بسکتبال اهل ژاپن بود.